# Vierteljahrsschrift für Musikwissenschaft
Die Vierteljahrsschrift für Musikwissenschaft (VMW) erschien in Leipzig, zehn Jahre lang von 1885 bis 1894, in der Regel vierteljährlich, in wenigen Ausnahmefällen als Doppelheft.

## Bedeutung und historischer Standort der Zeitschrift
Die Zeitschrift stellt eines der wichtigsten Zeugnisse, wenn nicht das bedeutendste und wirkungsvollste Zeugnis dar für die Bemühungen der deutschsprachigen Musikwissenschaft, sich institutionell an den Universitäten zu festigen und publizistisch als fleißig arbeitende Kulturwissenschaft hervorzutreten. Sofort ist der Anspruch eines ständigen Autorenkreises spürbar, offene und brennende Fragen der systematischen und historischen Musikforschung einer Lösung zuzuführen oder deren Lösung durch gewinnbringende Teilerkenntnisse oder ‑ergebnisse entschieden voranzubringen. Bemerkenswert ist die in der Zeitschrift praktizierte Einheit von systematischer und historischer Musikwissenschaft, betreffend das Kontinuum der Perioden, Stile und Techniken, sowie die Gleichberechtigung von naturwissenschaftlichen und ästhetischen Fragen.
Auch die Anfänge musikethnologischer Fragestellungen sind in ihr dokumentiert. Für die Vielfalt innerhalb einer disziplinären Einheit gab der einleitende und den Geist der Zeitschrift wie des gesamten Fachs verkörpernde Artikel des Mitherausgebers Guido Adler das Eröffnungssignal, das allgemeingültig sein sollte. Obwohl Adler das Fach in verschiedene Bereiche, Untersuchungsgegenstände, Fragestellungen und Methoden aufteilte, betonte er doch am Schluss seines Grundsatzartikels die Einheit und gegenseitige Abhängigkeit der einzelnen Abteilungen. Dazu steht die etablierte institutionelle und strikte Zweiteilung der Musikwissenschaft in eine systematische und eine historische Abteilung, wie sie heute in Deutschland praktiziert wird, in eklatantem Widerspruch. Die Zeitschrift verwirklicht Adlers Anspruch auf Einheit der Disziplin entschieden, indem Artikel und Forschungsergebnisse aus allen von ihm benannten Bereichen in ihr präsentiert werden. Dies war nur möglich, weil das dreiköpfige Herausgebergremium sich in der Hinsicht einig war und Beiträge zu den unterschiedlichsten Fragestellungen natur- und kulturwissenschaftlicher Observanz einwarb und publizierte.

## Gliederung
Das strukturelle Hauptgewicht jedes Heftes der Zeitschrift lag auf längeren wissenschaftlichen Abhandlungen, von denen manchmal eine einzige den meisten Raum beanspruchte und qualitativ dadurch hervorragen sollte, dass in ihr auf einem bestimmten Gebiet eine besondere, neue Horizonte eröffnende Leistung in der Musikforschung erzielt worden ist. Ein weiterer Schwerpunkt lag auf dem Rezensionsteil (unter dem Titel „Kritiken und Referate“ oder „Referate und Kritiken“), in dem ebenfalls Ausführlichkeit und Genauigkeit in der Argumentation mit dokumentarischen Nachweisen und Notenbeispielen verlangt und gewährt wurden. Darüber hinaus wurde mit Hilfe einer „Musikalischen Bibliographie“ in gelisteter Form sowie mit den Rubriken „Notizen“ oder später „Kleine Mitteilungen“ versucht, die Leserschaft über Neuerscheinungen und aktuelle wissenschaftliche Ereignisse und Befunde auf dem Laufenden zu halten. Ein Inhaltsverzeichnis mit Namen- und Sachregister schloss den jeweiligen Jahrgang ab. Der Seitenumfang eines Heftes erreichte oft ein kleineres Buchformat, zwischen 120 und 200 Seiten, ein Jahrgang stets zirka 600 Seiten.

## Herausgeber und Hauptautoren
Zu Beginn des Erscheinens rangieren Friedrich Chrysander und Philipp Spitta als Herausgeber, im Unterschied zu Guido Adler als Redakteur der Zeitschrift. Bereits ab dem zweiten Jahrgang rangieren alle drei Personen als Herausgeber, Adler allerdings stets an letzter Stelle. Redaktionelle Bemerkungen Chrysanders nach dem Tod Spittas deuten darauf hin, dass Spitta die maßgeblichen redaktionellen Leistungen und Entscheidungen erbracht und getroffen hat, was die Auswahl und Bearbeitung der Beiträge betrifft, zumindest wird er von Chrysander als derjenige genannt, der diese Arbeit für den Jahrgang 1894 geleistet und weitgehend abgeschlossen hatte; auch scheint das Einstellen der Zeitschrift mit Spittas Tod zusammenhängen. So wird es auch vor allem Spitta gewesen sein, dem es gelang, einerseits einen relativ festen Mitarbeiterstab zu engagieren, andererseits auf bestimmte Fragen spezialisierte kompetente Forscher auch für eine sporadische oder einmalige Mitarbeit zu gewinnen. Auffällig ist, dass kaum Autoren aus Chrysanders früherem publizistischen Umfeld und aus Spittas unmittelbarem Berliner Umfeld vertreten sind. Zu den Hauptautoren zählen Vertreter aus natur- und kulturwissenschaftlichen Forschungsrichtungen, konfessionelle Bevorzugungen oder Benachteiligungen sind nicht zu erkennen. Im Folgenden werden die Nachweise der Artikel nach Jahrgang und Heftnummer angegeben.

### Herausgeber
Friedrich Chrysander (1826–1901)
Der große Händel-Forscher des 19. Jahrhunderts (Herausgabe der ersten Gesamtausgabe von Händels Werken und einer fragmentarischen mehrbändigen Biografie Händels) hatte schon vor der Vierteljahrsschrift andere maßgebliche Musikzeitschriften redigiert: Die Leipziger Allgemeine musikalische Zeitung in den Jahren 1868 bis 1871 und 1875 bis 1882 sowie die in zwei Bänden (1863 und 1867) erschienenen Jahrbücher für musikalische Wissenschaft, die als Vorläufer der Vierteljahrsschrift anzusehen sind; sie werden auch im Vorwort zur Erstausgabe der Vierteljahrsschrift als die vorangegangenen „Versuche“ bezeichnet. Auch die Initiative zur Gründung der Vierteljahrsschrift scheint von ihm ausgegangen zu sein, und er hatte nach längerer Vorbereitungszeit in dem Bach-Forscher und Berliner Musikprofessor Spitta wie in dem Prager Musikwissenschaftler Adler die geeigneten Partner gefunden, mit denen ein streng wissenschaftliches Periodikum zu gründen und zu leiten möglich war, um den Bedürfnissen und Anforderungen eines solchen zu genügen. An allen von ihm gegründeten und redigierten Zeitschriften hat er selber mit substantiellen Beiträgen mitgewirkt. Seit dem Jahr 1866 bis zu seinem Tod lebte und wirkte er in einem von ihm errichteten privaten Forschungszentrum mit Archiv und eigenen Publikationsmöglichkeiten in Bergedorf bei Hamburg. Das Geflecht seiner Beziehungen und Korrespondenzen mit Musikern und Wissenschaftlern seiner Zeit war groß.
In der Vierteljahrsschrift veröffentlichte er neben Rezensionen folgende Beiträge: Über altindische Opfermusik (der Brahminen) (85,1), Händels Instrumentalkompositionen für großes Orchester (87,1f.), Eduard Grell als Gegner der Instrumentalmusik, der Orgel, der Temperatur und der Virtuosität (88,1), Die Oper Don Giovanni von Gazzaniga und von Wolfgang Amadeus Mozart (88,2), Lodovico Zacconi als Lehrer des Kunstgesangs (91,3 und 94,4), Der Bestand der königlichen Privatmusik und Kirchenkapelle in London von 1710 bis 1755 (92,4).
Philipp Spitta (1841–1894)
Der große Bach-Forscher, ab 1875 Musikprofessor an der Universität und administrativer Direktor der Musikhochschule (an der Seite Joseph Joachims als künstlerischem Leiter) in Berlin, begann als ausgebildeter und zunächst auch praktizierender Altphilologe und wechselte dann zur Musikforschung mit ausgesprochen philologischer Prägung. Er war ein sammel- und publikationsfreudiger Musikforscher mit einem breiten Blickfeld auf Gegenstände aus der Antike bis zur Mitte des 19. Jahrhunderts. In die Volkslied-Forschung ist er als Entdecker von Johann Sigismund Scholze eingegangen, den er als Autor unter dem Pseudonym Sperontes enthüllen konnte. In der Leitung der Vierteljahrsschrift war er federführend.
In der Vierteljahrsschrift veröffentlichte er neben Rezensionen folgende Beiträge: Sperontes Singende Muse an der Pleiße. Zur Geschichte des deutschen Hausgesangs im achtzehnten Jahrhundert (85,1), Rinaldo di Capua (87,1), Die Musica enchiriadis und ihr Zeitalter (88,3) mit Kontroverse darüber mit O. Kornmüller (90,2), Ein Weihnachtsgesang des Heinrich Baryphonus (93,4), Eine neugefundene altgriechische Melodie (94,1).
Guido Adler (1855–1941)
Aus Mähren stammender, ursprünglich juristisch ausgebildeter, dann in Musikwissenschaft promovierter und habilitierter Musikprofessor, seit 1885 in Prag und von 1898 bis 1927 in Wien, beteiligte sich noch von Prag aus an der Herausgabe und Redaktion der Vierteljahrsschrift. Seine Profilierung als Herausgeber und Autor dieser Zeitschrift wird zu seiner Berufung auf das Wiener Ordinariat als Nachfolger von Eduard Hanslick mit beigetragen haben. Man kann ein Nachlassen eigener Beiträge in späteren Jahrgängen der von ihm mitherausgegebenen Zeitschrift bemerken. Er führte die Periodisierung der Musikgeschichte nach Stilbegriffen in die Musikwissenschaft ein, entwickelte ihre Aufgabenstellung und Methodik, betätigte sich als Editor und gab nach seiner Emeritierung ein mehrbändiges Handbuch zur Musikgeschichte heraus, das seinen Prinzipien folgte.
In der Vierteljahrsschrift veröffentlichte er neben Rezensionen folgende Beiträge: Umfang, Methode und Ziel der Musikwissenschaft (85,1), Die Wiederholung und Nachahmung in der Mehrstimmigkeit. Eine Studie zur Geschichte der Harmonie (86,3), Ein Satz eines unbekannten Klavierkonzerts von Ludwig van Beethoven (88,4), die Kaiser Ferdinand III., Leopold I., Joseph I. und Karl VI. als Tonsetzer und Förderer der Musik (92,2).

### Hauptautoren
mit historisch wegweisenden Beiträgen und Pionierleistungen waren:
Oskar Fleischer (1856–1933). Er war ursprünglich ausgebildeter Philologe und wurde auf dieser Grundlage Neumenforscher, bearbeitete als Musikprofessor in Berlin die Musik im Mittelalter und war als Instrumentenkundler Gründer und Leiter des an der Berliner Musikhochschule angesiedelten Instrumentenmuseums, Mitherausgeber von Publikationsreihen der von deutscher Seite hegemonisierten Internationalen Musikgesellschaft bis zu deren Zusammenbruch am Beginn des Ersten Weltkriegs. Er veröffentlichte in der Vierteljahrsschrift (außer Rezensionen): Denis Gaultier (86,1-2).
Franz Xaver Haberl (1840–1910). Er war katholischer Kirchenmusiker und Musikforscher, Domkapellmeister sowie Gründer und langjähriger Leiter der Kirchenmusikschule in Regensburg. Herausgabe der ersten deutschen Gesamtausgabe der Werke Pierluigis da Palestrina. Er veröffentlichte in der Vierteljahrsschrift zwei längere Abhandlungen in den ersten drei Jahrgängen: Wilhelm du Fay. Monographische Studie über dessen Leben und Werk (85,4) und: Die römische „schola cantorum“ und die päpstlichen Kapellsänger bis zur Mitte des 16. Jahrhunderts (87,2).
Heinrich von Herzogenberg (1843–1900). Er war Komponist weltlicher und geistlicher Werke und Kompositionslehrer in Berlin, als Musiktheoretiker beschäftigte er sich mit der Erklärung verschiedener Tonsysteme. Er veröffentlichte in der Vierteljahrsschrift (außer Rezensionen): Tonalität (90,4), Ein Wort zur Frage der reinen Stimmung (94,2).
Reinhard Kade (1859–1936). Dresdner Oberstudienrat und Musikhistoriker, Sohn von Otto Kade. Er veröffentlichte in der Vierteljahrsschrift (außer Rezensionen): Der Dresdener Kapellmeister Rogier Michael, zirka 1550 bis 1619. Unbekanntes Aktenmaterial über ihn aus dem königlich-sächsischen Hauptstaatsarchiv (89,2), Christoph Demant. 1567 bis 1643 (90,4).
Oswald Koller (1852–1910). Bis 1898 war er als Mittel- und Gewerbeschullehrer in Kremsier (Mähren) und Wien in allgemeinbildenden Fächern tätig, bevor er Bibliothekar an dem von Adler neugegründeten musikwissenschaftlichen Institut der Universität Wien tätig wurde. Ab 1892 war er Mitarbeiter Adlers an Editions- und Ausstellungsprojekten. Als Mittelalter-Forscher war er Autodidakt. Er veröffentlichte in der Vierteljahrsschrift (außer Rezensionen) zwei wegweisende Artikel zur musikalischen Mediävistik: Der Liederkodex von Montpellier. Eine kritische Studie (88,1) und: Versuch einer Rekonstruktion der Notenbeispiele zum elften Kapitel von Franco’s Ars cantus mensurabilis. Eine kritische Studie (90,2).
Hermann Kretzschmar (1848–1924). Er war als ausgebildeter Philologe zunächst Musiklehrer am Leipziger Konservatorium, dann Universitätsmusikdirektor in Rostock und Leipzig, ab 1904 übernahm er das neu errichtete Ordinariat für Musikwissenschaft an der Berliner Universität. Seine Mitarbeit an der Vierteljahrsschrift, hauptsächlich als Opernhistoriker, fällt überwiegend in seine zweite Leipziger Zeit. Sein Bericht über eine wiederaufgefundene Abschrift von Claudio Monteverdis letzter Oper Incoronazione di Poppea bestärkte, neben dem Grundsatz-Artikel von Emil Vogel, die Monteverdi-Rezeption in Deutschland. Er veröffentlichte in der Vierteljahrsschrift (außer Rezensionen, vor allem von französischen Büchern): Monteverdi’s Incoronazione di Poppea (94,4).
Jan Pieter Nicolaas Land (1834–1897). Er war ein niederländischer Orientalist, der sich auch mit musikethnologischen Studien befasste. Er veröffentlichte in der Vierteljahrsschrift (außer Rezensionen): Tonschriftversuche und Melodieproben aus dem muhammedanischen Mittelalter (86,3), Über die Tonkunst der Javanen (89,1).
Hans Müller (1854–1897). Er war zunächst Kunsthistoriker und als späterer Musikwissenschaftler im Besonderen Mittelalter-Forscher, beendete die Zuschreibung der musica enchiriadis an Hucbald, arbeitete als Musikbibliothekar in Karlsruhe und als Lehrer und Professor an der Berliner Musikhochschule. Seine Artikel in der Vierteljahrsschrift (außer Rezensionen): Bruchstücke aus der mittelalterlichen Musiktheorie (85,2), Wilhelm Heinse als Musikschriftsteller (87,4).
Heinrich Reimann (1850–1906). Er war zunächst Pädagoge, dann Organist, Musikbibliothekar und Musikschriftsteller in Berlin, seine historischen Forschungen richteten sich auch auf die Musikgeschichte von Byzanz. Er veröffentlichte in der Vierteljahrsschrift (außer Rezensionen): Zur Geschichte und Theorie der byzantinischen Musik (89,2).
Max Seiffert (1868–1948). Musikforscher, Sweelick-Forscher und -Editor , lehrte in Berlin und war Direktor des Bückeburger Forschungsinstituts, auch nach dessen Übersiedlung nach Berlin. Seine Beiträge in der Vierteljahrsschrift für Musikwissenschaft dokumentieren seine Anfänge als Schüler von Philipp Spitta. Er veröffentlichte in der Vierteljahrsschrift (außer Rezensionen und Registern): Aus dem Stammbuche Johann Philipp Kirnberger’s (89,2) und: Jan Pieterszoon Sweelinck und seine direkten deutschen Schüler (91,2), Paul Siefert (1586–1666). Biographische Skizze (91,3).
Carl Stumpf (1848–1936). Er war Psychologe und Musikforscher, bekleidete mehrere Professuren in Würzburg, Prag, Halle, München und ab 1893 in Berlin, wo er zusammen mit Moritz Hornborstel das Phonogrammarchiv gründete, eine Vorstufe der institutionalisierten Musikethnologie. Er beschäftigt sich besonders mit den Tonempfindungen und der Rolle der verschiedenen musikalischen Stimmungen auf Gehör und Psyche. Er veröffentlichte in der Vierteljahrsschrift (außer Rezensionen): Musikpsychologie in England. Betrachtungen über Herleitung der Musik aus der Sprache und aus dem „thierischen Entwicklungsproceß“, über Empirismus und Nativismus in der Musiktheorie (84,3), Lieder der Bellakula-Indianer (86,4 und 87,2).
Emil Vogel (1859–1908). Er war Musikforscher, Bibliothekar und Bibliograf, Assistent von Franz Xaver Haberl bei dessen Palestrina-Studien und -Editionen. Er veröffentlichte in der Vierteljahrsschrift (außer Rezensionen): Claudio Monteverdi. Leben, Wirken im Lichte der zeitgenössischen Kritik und Verzeichnis seiner im Druck erschienenen Werke (87,3), Marco da Gagliano. Zur Geschichte des florentiner Musiklebens von 1570 bis 1650 ( und 89,3 und4).
Peter Wagner (1865–1931). Er war Schüler von Gustav Jacobsthal in Straßburg und von Philipp Spitta in Berlin und später Dozent und Professor in Fribourg/Schweiz, Gregorianiker, Neumenforscher. Er veröffentlichte in der Vierteljahrsschrift: Über die handschriftliche Überlieferung des Dialogus Domni Oddonis (91,2) und: Das Madrigal und Palestrina (92,4), eine Ergänzung und Korrektur seiner Straßburger Promotionsschrift.

## Inhalte
Schwerpunkte bildeten in systematischer Hinsicht die Erkenntnisse der neu entwickelten Tonpsychologie im Anschluss an Hermann von Helmholtz’ physiologische Studien sowie die Frage der natürlichen oder temperierten Stimmung im Rahmen von mittelalterlicher Modalität und neuzeitlicher Tonalität. Im Bereich historischer Forschungen überwiegen Untersuchungen zur Musikkultur im Mittelalter und zur italienischen Theorie und Praxis im Übergang von der Renaissance zum Barock, respektive von der kontrapunktischen zur harmonisch dominierten Satzweise anhand von Komponistenporträts und Werkmonografien. Bezogen auf deutsche Musikgeschichte erfahren erstmals Forschungen zum Volks- und Kunstlied besondere Beachtung. In allen Beiträgen stehen sowohl das Quellenstudium als auch die Stützung auf Empirie und klangliche Experimente als methodische Leitlinien im Vordergrund, entsprechend großzügig ist Platz eingeräumt für Notenabdrucke und längere Zitate aus Primär- und Sekundärquellen.

## Weitere Mitarbeiter
Im Folgenden werden die Nachweise der Artikel von für die in der Vierteljahrsschrift für Musikwissenschaft veröffentlichten wichtigen Themen nach Jahrgang und Heftnummer angegeben.
F. Ascherson (?–?). Bibliograf und Editor, eventuell identisch mit dem Herausgeber des Deutschen-Universitäts-Kalenders und der Philosophischen Monatshefte. Er erstellte für die Vierteljahrsschrift die Bibliografien des Musikschrifttums.
Wilhelm Bäumker (1842–1905). Er war Pfarrer und Erforscher der katholischen Kirchenmusik. Er veröffentlichte in der Vierteljahrsschrift: Niederländische geistliche Lieder nebst ihren Singweisen aus Handschriften des 15. Jahrhunderts (88,2 und 3).
Kurt Benndorf (1871–1945). Er war Musikhistoriker und -bibliothekar, bevor er sich ab 1904 dichterisch betätigte. Er veröffentlichte in der Vierteljahrsschrift: Sethus Calvisius als Musiktheoretiker (94,4), eine Zusammenfassung seiner Leipziger Promotionsschrift.
Wilhelm Brambach (1841–1932). Er war Altphilologe in Freiburg und Bibliotheksdirektor in Karlsruhe, als Musikhistoriker betätigte er sich als Mittelalter-Forscher. Er veröffentlichte in der Vierteljahrsschrift: Über baskische Musik (87,4).
Hermann Deiters (1833–1907). Er war Beethoven- und Mozart-Forscher und veröffentlichte in der Vierteljahrsschrift: Briefe Beethoven’s an Ferdinand Ries (88,1) und eine ausführliche Rezension von Wasielewski, Ludwig van Beethoven (88,4).
Max Friedländer (1852–1934). als Schubert- und Lied-Forscher schieb er in der Vierteljahrsschrift: Die erste Form des Schubert’schen „Erlkönigs“ (87,1), Mozart’s „Wiegenlied“ (92,2), Fälschungen in Schubert’s Liedern (93,1/2), Das Lied vom Kanapee (94,2).
Karl Held (?–?). Dresdner Regionalforscher. Er veröffentlichte: Das Kreuzkantorat zu Dresden. Nach archivalischen Quellen bearbeitet (94,3), Kurzfassung eines im gleichen Jahr erscheinenden Buches zu diesem Thema.
Ambrosius Kienle (1852–1905). Er war katholischer Kirchenmusiker und Reform-Hymnologe, setzte sich für die Restitution des originalen Gregorianischen Chorals ein. Er veröffentlichte in der Vierteljahrsschrift (außer Rezensionen): Notizen über das Dirigieren mittelalterlicher Gesangschöre (85,2).
Carl Krebs (1857–1937). Er war Musikhistoriker und Musikkritiker und wirkte in der Vierteljahrsschrift als Rezensent.
Rochus von Liliencron (1820–1912). Er beschäftigte sich als Germanist und Musikhistoriker mit der Volks- und Kirchenlied-Forschung und war Mitherausgeber der Allgemeinen Deutschen Biographie, für die Vierteljahrsschrift wirkte er als Rezensent.
Max Planck (1858–1947). Er war Physiker (Nobelpreisträger und Begründer der Quantenphysik) und beschäftigte sich auch mit akustischen Fragen, beteilige sich an der Diskussion mit Musikwissenschaftlern über Fragen der musikalischen Temperatur. Er veröffentlichte in der Vierteljahrsschrift (außer Rezensionen): Die natürliche Stimmung in der modernen Vokalmusik (93,4).
Hugo Riemann (1849–1919). Er ging nach seinen Studienjahren in den Fächern Literaturwissenschaft, Philosophie und Geschichte nach Leipzig, wo er im Fach Musik promoviert wurde und sich habilitieren konnte, um dann in verschiedenen Städten, ab 1895 wieder in Leipzig (als musikwissenschaftlicher Institutsdirektor) zu wirken, vielseitig und publikationsfreudig, Funktionsharmoniker. Er veröffentlichte in der Vierteljahrsschrift: Wurzelt der musikalische Rhythmus im Sprachrhythmus? (86,4).
Rudolf Schwartz (?–?). Er war Musikhistoriker, speziell Gesangshistoriker, zu Anfang des 20. Jahrhunderts Herausgeber der Jahrbücher der Musikbibliothek Peters und veröffentlichte in der Vierteljahrsschrift (außer kleinen Mitteilungen): Die Frottole im 15. Jahrhundert (86,4) und: Hans Leo Haßler unter dem Einfluss der italiänischen Madrigalisten (93,1/2).
Bernhard Seyfert (1865–?). Er war Historiker und Realschuldirektor mit musikalischen Interessen. Die in der Vierteljahrschrift veröffentlichte Abhandlung: Das musikalisch-volksthümliche Lied 1770–1800 (94,3) ist eine Zusammenfassung seiner Leipziger Promotionsschrift.
Friedrich Albert Voigt (?–?), Musikhistoriker, Artikel über Reinhard Keiser (90,2), in dem er auch entscheidende Ergänzungen und Korrekturen zu dem von Friedrich Chrysander 1882 veröffentlichten Artikel in der Allgemeinen Deutschen Biographie anbringt.
Paul Graf Waldersee (1831–1906). Er war nach Beendigung seiner Militärlaufbahn ab 1871 Musikforscher und Editor, Mozart-Forscher, er betätigte sich in der Vierteljahrsschrift als Rezensent.
Richard Wallaschek (1860–1917). Er war österreichischer Musikpsychologe und vergleichender Musikologe. In der Vierteljahrsschrift veröffentlichte er: Über die Bedeutung der Aphasie für den musikalischen Ausdruck (91,1) und: Das musikalische Gedächtniss und seine Leistungen bei Katalepsie, im Traum und in der Hypnose (92,2).
Johannes Wolf (1869–1947). Er war Mittelalter-Forscher mit dem Schwerpunkt auf Handschriften-Interpretation, Professor und Musikbibliothekar in Berlin, beteiligte sich später auch an Untersuchungen auf dem Gebiet der vergleichenden Musikwissenschaft. Er veröffentlichte in der Vierteljahrsschrift: Ein anonymer Musiktraktat des elften bis zwölften Jahrhunderts (93,1/2), und: Anonymi cujusdam Codex Basiliensis (93,4).